# 宁波轨道交通12号线
宁波轨道交通12号线是中国浙江省宁波市建设中的一条市域铁路线路，为宁波轨道交通线网的一部分。最初规划的项目起自鄞州区境内的小洋江站，终点为象山县境内的大目湾站，全长61.45千米，另有规划咸祥至梅山支线，统称宁波至象山市域铁路，简称宁象线。远期规划有宁波西站至横溪支线及石浦延伸线。宁象线为《长江三角洲地区多层次轨道交通规划》的一部分，先行节点于2022年1月14日开工，全线计划于2027年上半年开通。

## 线路走向
线路主线起自小洋江站，此后向南经云龙镇后下穿甬莞高速，此后线路向东到达横溪，随后穿过山体，出隧道后塘溪镇，此后再次上跨甬莞高速并穿越山体，抵达咸祥镇。随后于象山港大桥东侧50米新建象山港跨海大桥跨越象山港海面进入象山境内，抵达贤庠镇。此后再度穿山到达大徐镇，随后进入地下，在象山城区沿东谷路途径人民广场，随后转为高架线，先后上跨滨海大道、东大河、天安路至终点大目湾站。

## 历史

### 规划
12号线于2012年出现在《浙江省铁路网规划（2011-2030）》中，名为宁波至象山城际铁路，为宁波都市圈城际铁路的组成部分，规划长度65公里。2014年获批的《浙江省都市圈城际铁路规划》项目表中并未包含宁象线，仅在规划图中将该线路标记为远期规划。2018年公布的《浙江省都市圈城际铁路二期建设规划》中，宁象线被列入建设规划。此轮规划引入了从咸祥至春晓的梅山支线，线路总长增加到80.5公里。这份规划随后被并入《长三角地区多层次轨道交通一体化发展规划》中，由国家发改委于2021年7月正式印发。宁象线主线工程可行性研究报告于2022年9月7日由宁波市发改委批复。

### 主线建设
小洋江站和大目湾站于2022年1月14日作为12号线的先行节点工程开工建设，跨象山港海上勘探工程也同步展开。2023年1月，大目湾站土建结构完工。与此同时，大徐站、塘溪站、跨象山港大桥及多个山岭隧道工程也在该月开工建设。2023年8月8日，人民广场站成为全线首座主体结构封顶的地下车站。2023年9月8日，人民广场至南部新城区间左线盾构始发，为全线首个开展盾构施工的区间。2023年10月23日，位于鄞州区塘溪镇的城泗塘隧道贯通，为全线贯通的首条山岭隧道。2025年1月，全线盾构区间贯通。

## 车站
12号线（宁象线）设14座车站，其中主线10座，支线5座（换乘站重复计算）。主线10座车站中，2座为地下站，其余为高架站。共有2座换乘车站。

### 站名
12号线多座车站站名因历史传承和辨识度的原因曾进行更改。
| 现站名     | 原站名     | 更名原因                                             |
| ---------- | ---------- | ---------------------------------------------------- |
| 鄞州咸祥站 | 咸祥站     | 因车站位于鄞州区咸祥镇，为避免与象山贤庠站同音而得名 |
| 象山贤庠站 | 贤庠站     | 因车站位于象山县贤庠镇，为避免与鄞州咸祥站同音而得名 |
| 丹城站     | 人民广场站 | 因车站位于象山老城区丹城，为保留其历史文化底蕴而命名 |
| 滨海大道站 | 南部新城站 | 因车站位于象山县滨海大道附近而得名                   |

### 车站列表
|                      | 站名  | 里程（km）              | 换乘路线 | 所在地                       | 车站形式 |
| 12号线（主线，规划） |       |                         |          |                              |          |
| 小洋江               | 0     | ■ 4号线 ■ 7号线（在建） | 鄞州区   | 地下三层双岛式车站           |          |
| 云龙火车站           | 2.55  | 云龙站                  | 鄞州区   | 高架三层侧式车站             |          |
| 横溪                 | 6.84  |                         | 鄞州区   | 高架三层一岛一侧车站         |          |
| 塘溪                 | 21.24 |                         | 鄞州区   | 高架三层双侧式车站（越行站） |          |
| 鄞州咸祥             | 27.00 | ■ 12号线（昆亭方向）    | 鄞州区   | 高架二层一岛一侧车站         |          |
| 象山贤庠             | 39.62 |                         | 象山县   | 高架三层侧式车站             |          |
| 大徐                 | 46.78 |                         | 象山县   | 高架三层双侧式车站（越行站） |          |
| 丹城                 | 53.69 |                         | 象山县   | 地下二层岛式车站             |          |
| 滨海大道             | 57.68 |                         | 象山县   | 高架二层岛式车站             |          |
| 大目湾               | 60.78 |                         | 象山县   | 高架三层侧式车站             |          |
| 12号线（支线，规划） |       |                         |          |                              |          |
| ↑ 续接主线 至小洋江  |       |                         |          |                              |          |
| 鄞州咸祥             | 0     | ■ 12号线（象山方向）    | 鄞州区   | 高架二层双岛式车站           |          |
| 瞻岐                 |       |                         | 鄞州区   |                              |          |
| 滨海工业园区         |       |                         | 鄞州区   |                              |          |
| 春晓                 |       |                         | 北仑区   |                              |          |
| 昆亭                 | 18.1  |                         | 北仑区   |                              |          |

## 车辆及行车组织
12号线列车采用市域A型车。列车为4辆编组，3动1拖，最高时速160千米，采用交流25千伏接触网供电，初期配车18列。线路初期计划运营16小时，采用站站停和大站快车结合的运营模式，高峰在小洋江和大目湾间每小时开行6对站站停列车和2对大站快车。待12号线宁波西站段建成后计划开行大目湾至宁波西站交路及梅山支线至宁波西站交路，并可能与相连市域线开行跨线车。

## 附属设施

### 车辆基地
12号线设置云龙车辆段和南部新城停车场。云龙车辆段位于云龙镇，鄞横线以西，鄞城大道以北，承担12号线列车乘务、列检、保养以及临时、定期维修任务，同时承担本线及宁慈线以及远期12、13号线及10、11号线部分车辆大修、架修任务。南部新城停车场位于象山滨海大道以南、天安路以西，承担12号线列车乘务、列检、保养任务。

### 牵引变电所
12号线设置云龙、南部新城两座110千伏牵引变电所两座，分别位于云龙车辆段和南部新城停车场内。

### 控制中心
12号线由规划中的宁波轨道交通新线网控制中心实施调度、指挥和监控。该控制中心位于规划应慈路与康泰东路东延段交汇处，8号线姜村站西北，下应南车辆段内。

### 信号系统
12号线采用由交控科技提供的信号系统。